# لینگ
لینگ (به فرانسوی: Lingé) یک کمون در فرانسه است که در اندر واقع شده‌است. لینگ ۳۲٫۶۶ کیلومتر مربع مساحت و ۲۶۱ نفر جمعیت دارد و ۱۰۰ متر بالاتر از سطح دریا واقع شده‌است.